# アグネス・アーバー
アグネス・ロバートソン＝アーバー（Agnes Robertson Arber FRS、1879年2月23日 – 1960年3月22日）は、イギリスの植物学者（植物形態学・植物生理学）、植物学史、生物学の哲学に関する著作の著者である。1946年に王立協会のフェローに選ばれた最初の女性植物学者となった。（1945年のキャスリーン・ロンズデール（結晶学者）とマージョリー・スティーブンソン（化学微生物学）に次ぐ3人目の女性FRSである。）リンネ・メダルを受賞した最初の女性でもある。

## 略歴
ロンドンに生まれた。父親は画家で、弟や妹にギリシア文学の教授となるドナルド・ロバートソン、肖像画家になるジャネット・ロバートソン、詩人、キーツについての著作を行うマーガレット・ロバートソンがいる。父親から絵画の練習を受けたことが、後に植物学の図版を自ら描くために役立った。8歳から女子教育を推進したフランセス・バス（Frances Buss）が運営する学校に入り、科学の女性教師に植物学の関心を開かれ、1894年に校内紙に研究を発表し、優秀な成績を得ることで、女性植物学者のエセル・サージェント（Ethel Sargent）の指導を受けた。1897年からユニヴァーシティ・カレッジ・ロンドンで学び、1899年にケンブリッジ大学のニューナム・カレッジに進み1902年に卒業し、エセル・サージェントの個人研究所、ユニヴァーシティ・カレッジ・ロンドンで研究を進め、1905年に博士号を得た。
1909年に古生物学者のエドワード・アーバー（Edward Alexander Newall Arber）と結婚し、ケンブリッジに移り、1912年にニューナム・カレッジの研究職（Research Fellowship）を得て、最初の著作、 "Herbals, their origin and evolution" を発表した。1818年に夫を病で失うが研究を続けた。女性が運営する科学研究所であるバルフォア研究所（Balfour Laboratory）で、結婚後から施設が閉鎖される1927年まで研究した。その後も自宅の研究所で1940年代まで研究を続けた。
研究分野としては、当初、エセル・サージェントの指導を受けて、植物組織の顕微鏡観察する技術を学び、1903年に最初の論文'Notes on the anatomy of Macrozamia heteromera'「マタバオニザミア（ザミア科の植物）の植物解剖学的知見」をケンブリッジ大学の紀要に発表した。ユニヴァーシティ・カレッジ・ロンドンでは裸子植物の形態学、解剖学の研究をした。最初の著作"Herbals, their origin and evolution"は植物学史の分野のもので、スタンダードワークとして評価された。1920年までに2冊の書籍と94の論文、記事を執筆した。1925年に出版した著書"Monocotyledons"（「単子葉植物」）はケンブリッジの植物学ハンドブックのシリーズとして、サージェントに執筆を依頼されたもので、健康の優れなかった、サージェントが1918年にアーバーを推薦したことによって執筆されたものである。その後は植物学史や生物学の哲学に関する著作を多く行った。
1908年にロンドン・リンネ協会の会員に選ばれ、1948年に女性として初めてリンネ・メダルを受賞した。1946年に王立協会のフェローに選ばれた。アメリカ植物学会の通信会員でもあった。

## 著作
- Arber, A. (1912). Herbals, their origin and evolution. Cambridge 2nd edition, 1938.
- Arber, A. (1920). Water Plants: A Study of Aquatic Angiosperms. Cambridge
- Arber, A. (1925). The Monocotyledons. Cambridge
- Arber, A. (1934). The Gramineae. Cambridge
- Arber, A. (1950). The Natural Philosophy of Plant Form. Cambridge
- Arber, A. (1954). The Mind and The Eye. Cambridge
- Arber, A. (1957). The Manifold and the One. John Murray